# Антоніо Грімані
Антоніо Грімані (італ. Antonio Grimani) — 76-й дож Венеційської республіки.

## Життєпис
Належав до бідної шляхетської родини з «нового патриціату» (case nuove). Старший син Маріно Грімані з гілки да Санта Фоска та Агнезіни ді Джованні Монтанер з відомої родини, родом з Модоне. У 4 роки втратив батька, виховувався під орудою стрийка. Замолоду був торгівцем в Сирії та Єгипті, невдовзі ставши одним із найважливіших торгівцем перцем у місті, накопичивши статки у 100 тис. дукатів, невраховуючи нерухомість. У 1458 році він одружився з Катериною ді Доменіко Лоредан і таким чином зав'язав стосунки з найшанованішими венеційськими родинами.
1483 року стає членом комісії «мудрих материка» (савіо ді терраферма), 1484 року — Авагадорії, 1486 році — «мудрих здоров'я» (комісії з боротьби з епідеміями), у 1487 році — комісії з розслідування робіт з відведення річки Брента, 1488 році став начальником Арсеналу, того ж року зайняв члена коміїі «мудрих радників» (консультантів Малої ради). У серпні 1489 року знову очолив Арсенал. 1493 року увійшов до Малої ради.
У 1494 році його було призначено генерал-капітаном моря (головнокомандувачем морськими силами), що було відносно легким завданням, оскільки він мав керувати венеційськими силами вздовж узбережжя Адріатичного моря у мирний час. 16 серпня 1494 року обирається одним з трьох вищих прокураторів Святого Марка. 24 серпня 1496 року його відкликали до Венеції та відправили до Мілана, де він вів перемовини з імператором Максиміліаном I про продовження союзу та про мир в Італії.
В той же час з початком війни з Османською імперією сказався його брак досвіду. Він командував венеційським флотом в битві при Дзонкйо в 1499 році. Після повернення венеційського флоту до Закінфу, Антоніо Грімані був усунутий від командуванням і заарештований Мельхіором Тревізаном, який прибув на Закінф із наказом перебрати командування венеційським флотом на себе. Грімані загрожувала смертна кара, але зрештою його було заслано на острів Херсо. 1502 року він звідти втік до Риму, де папа римський призначив його аудитором міста. 1509 року завдяки заступництву синів він зміг повернутися до Венеції.
Його політичні зв'язки невдовзі принесли йому важливі адміністративні обов'язки. 1510 року увійшов до дзонти Ради десяти. У листопаді 1515 року він вирушив до Мілана, щоб привітати французького короля Франциска I з перемогою в битві при Маріньяно. Грімані взяв участь у оплаті будівництва старої прокуратури та відновив дах дзвіниці, зруйнованої під час землетрусу 1514 року, для чого він пожертвував позолочену фігуру архангела Гавриїла на вершині. Він також зробив свій внесок у величезні витрати на відбудову ринку Ріальто. У 1519 році він виступав за підтвердження угод з юдейською громадою, враховуючи її заслуги у війні, а також її економічне та соціальне значення.

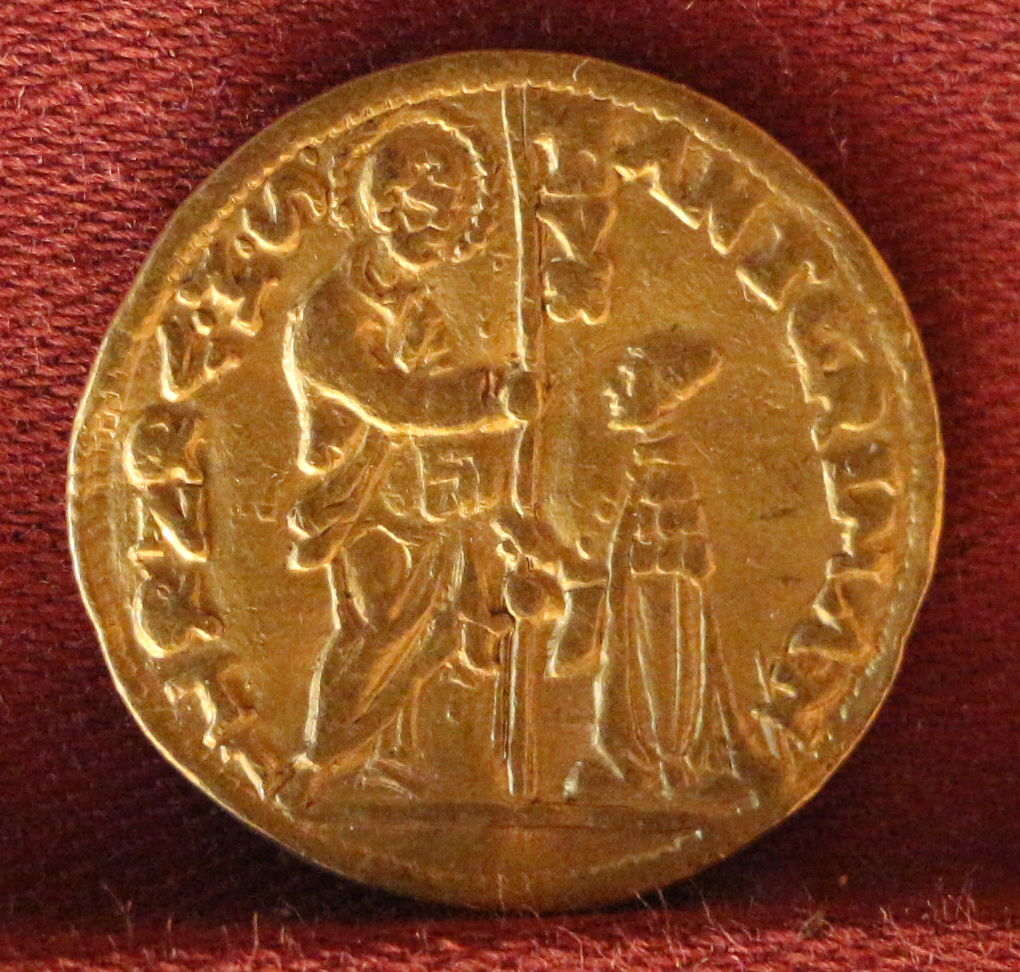
Цехін Антоніо Грімані

6 липня 1521 року Антоніо Грімані став дожем, отримавши 25 голосів з 41 у Раді сорока. 17 вересня 1521 року було засновано Магістрат монастирів, який служив для нагляду переважно за жіночими монастирями.
Венеційська республіка була змушена виступити на боці короля Франції Франциска I в Італійській війні 1521—1526 років. Після поразки французьких військ при Бікокке, Грімані спробував розпочати мирні переговори з імператором Священної Римської імперії Карлом V, проте укласти мир вдалося вже його наступнику — Андреа Грітті.
1523 року Грімані вмирає через нетравлення шлунку. Поховано у церкві Сан-Антоніо-ді-Кастелло. Після 1807 року частини гробниці були розкидані, а церкву знесли в 1810 році. 
Він був одружений з Катериною Лоредан, сестрою дожа Леонардо Лоредана. Син дожа, Доменіко Грімані, який став кардиналом у 1493 році, пережив його лише на три місяці.